# توماس دی اویلی اسنو
توماس دی اویلی اسنو (انگلیسی: Thomas Snow; ۵ مهٔ ۱۸۵۸ – ۳۰ اوت ۱۹۴۰) فرد نظامی اهل بریتانیا بود. وی همچنین برندهٔ جوایزی همچون نشان حمام و نشان لئوپولد شده است.